# Kosmowo (województwo wielkopolskie)
Kosmowo – osada w Polsce położona w województwie wielkopolskim, w powiecie gnieźnieńskim, w gminie Czerniejewo.
W latach 1975–1998 miejscowość administracyjnie należała do województwa poznańskiego.
Zobacz też: Kosmowo, Kosmów